# Costaconvexa fumipennis
Costaconvexa fumipennis là một loài bướm đêm trong họ Geometridae.